# Mérida (stan)
Mérida (hiszp. Estado Mérida) – stan w Wenezueli ze stolicą w mieście Mérida.
Stan zajmuje powierzchnię 11 300 km², a w roku 2011 zamieszkiwały go 828 592 osoby. Dla porównania, w 1970 było ich 335,4 tys.
Powierzchnia stanu jest górzysta, przebiega przez niego pasmo Cordillera de Mérida. Na terenie stanu wznosi się 76 szczytów o wysokości powyżej 4000 m. W północno-zachodniej części małe niziny. Główną rzeką stanu jest Chama, nad którą leży stolica stanu. Stan jest miejscem uprawy kawy, pszenicy, bananów, ziemniaków oraz hodowli bydła, koni, owiec. Rozwinięty przemysł włókienniczy i drzewny. Przez stan przebiega odgałęzienie Autostrady Panamerykańskiej.
Znajdują się tu części Parku Narodowego Tapo-Caparo, Parku Narodowego Sierra Nevada, Parku Narodowego Sierra de La Culata, Parku Narodowego General Juan Pablo Peñaloza i Parku Narodowego Dr. José Gregorio Hernández.

## Gminy i ich stolice
- Alberto Adriani (El Vigía)
- Andrés Bello (La Azulita)
- Antonio Pinto Salinas (Santa Cruz de Mora)
- Aricagua (Aricagua)
- Arzobispo Chacón (Canagua)
- Campo Elías (Ejido)
- Caracciolo Parra Olmedo (Tucaní)
- Cardenal Quintero (Santo Domingo)
- Guaraque (Guaraque)
- Julio César Salas (Arapuey)
- Justo Briceño (Torondoy)
- Libertador (Mérida)
- Miranda (Timotes)
- Obispo Ramos de Lora (Santa Elena de Arenales)
- Padre Noguera (Santa María de Caparo)
- Pueblo Llano (Pueblo Llano)
- Rangel (Mucuchíes)
- Rivas Dávila (Bailadores)
- Santos Marquina (Tabay)
- Sucre (Lagunillas)
- Tovar (Tovar)
- Tulio Febres Cordero (Nueva Bolivia)
- Zea (Zea)